# Béta (betű)
A βῆτα (Β β) a görög ábécé második betűje. Az ógörögben a latin b-vel egyenértékű, ekkor béta, a modern görög vitának ejti és a v hangot jelöli. Görög számozásban a β́ értéke 2-nek felel meg, ekkor a δύο (dúo) vagy δεύτερος (deúterosz) megfelelője. Használhatják a β-t δύο χιλιάδες (dúo hiliádesz), azaz 2000 jelentéssel is. Rokonságban áll a föníciai bét betűvel, amelynek jelentése ház. Közvetlen őse az ugariti ábécé beta betűje lehet, esetleg anatóliai pregörög írásrendszerek közvetítésével.